# 44 v.Chr.

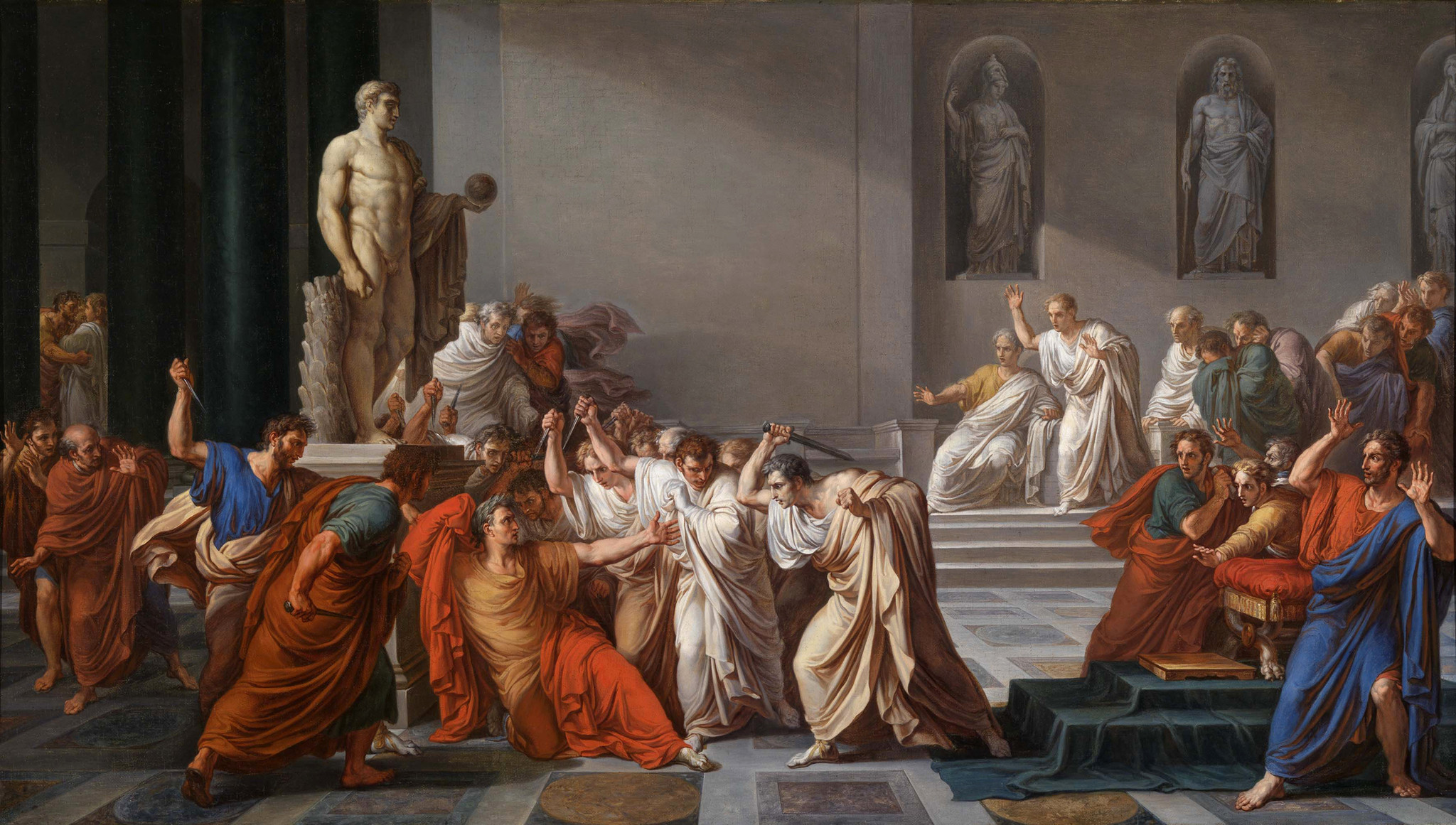
"Idus van maart": Julius Caesar wordt vermoord

Het jaar 44 v.Chr. is een jaartal volgens de christelijke jaartelling.

## Gebeurtenissen

### Italië
- In Rome worden Julius Caesar en Marcus Antonius, gekozen tot consul van het Imperium Romanum. De maand juli wordt vernoemd naar Caesar.
- 15 maart ("Idus van maart"): Julius Caesar wordt tijdens een bijeenkomst van de Senaat, in het Theater van Pompeius door zestig samenzweerders overrompeld en voor het standbeeld van Pompeius Magnus onder aanvoering van Marcus Junius Brutus en Gaius Cassius Longinus met 23 dolksteken om het leven gebracht.
- Gaius Octavianus, een achterneef van Caesar keert terug uit Apollonia in Illyrië en verneemt dat hij als voornaamste protegé bij testament verkozen is tot erfgenaam van het privévermogen van de Julia.
- Marcus Antonius wordt benoemd tot proconsul van de Romeinse provincies Gallia Narbonensis (Frankrijk) en Gallia Cisalpina (Noord-Italië) voor een ambtsperiode van 5 jaar.
- Marcus Tullius Cicero houdt politieke redevoeringen (de Philippica's) tegen Marcus Antonius en ten gunste van Octavianus. In een uitspraak zegt Cicero: "De jongeman moet worden geprezen, geëerd en verheven."
- Winter - Het Romeinse leger (3 legioenen) onder bevel van Marcus Antonius, belegert in de Po-vallei de vestingstad Mutina (huidige Modena).

### Balkan
- Koning Boerebista wordt door een volksopstand vermoord. Het Dacische Rijk valt uiteen in drie staten, de Griekse steden aan de Zwarte Zee verweren zich tegen het gezag van de Dacische heersers.

### Egypte
- Cleopatra VII keert terug naar Alexandrië en laat haar broer Ptolemaeus XIV Theos Philopator vergiftigen. Daarna regeert zij samen met haar zoon, de 3-jarige Ptolemaeus XV Caesarion, over Egypte.

## Geboren
- Gnaius Calpurnius Piso, Romeins consul en staatsman (overleden 20)

## Overleden
- Boerebista (~111 v.Chr. - ~44 v.Chr.), koning van Dacië (67)
- Gaius Julius Caesar (~100 v.Chr. - ~44 v.Chr.), Romeins politiek-militair genie en dictator (56)
- Ptolemaeus XIV Theos Philopator (~60 v.Chr. - ~44 v.Chr.), farao van Egypte (16)
- Publius Servilius Vatia Isauricus (~120 v.Chr. - ~44 v.Chr.), Romeins politicus (76)